# Trupanea falcata
Trupanea falcata är en tvåvingeart som beskrevs av Munro 1964. Trupanea falcata ingår i släktet Trupanea och familjen borrflugor.
Artens utbredningsområde är Liberia. Inga underarter finns listade i Catalogue of Life.